# Carl Niessen

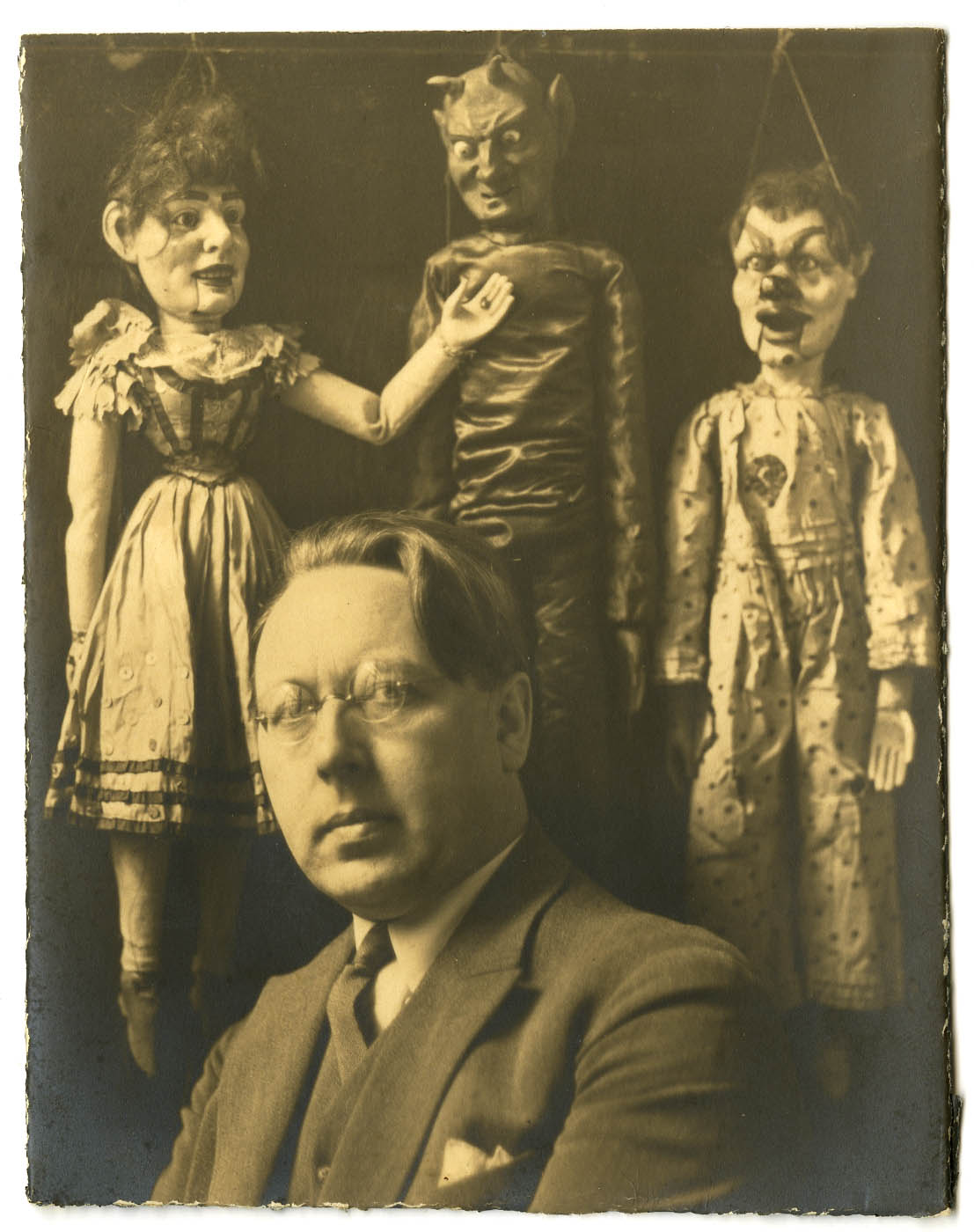
Carl Niessen

Carl Hubert Niessen (* 7. Dezember 1890 in Köln; † 6. März 1969 in Troisdorf) war ein deutscher Theaterwissenschaftler.

## Leben
Niessen wurde als Sohn eines Hotelbesitzers geboren. Nach dem Studium der Kunst- und Kulturgeschichte an der Ruprecht-Karls-Universität Heidelberg, Rheinischen Friedrich-Wilhelms-Universität Bonn, Ludwig-Maximilians-Universität München, Friedrich-Wilhelms-Universität zu Berlin und der Universität Rostock und der Promotion zum Dr. phil. an der Universität Rostock, gründete er im Mai 1914 eine Bühne in Oberhausen und bespielte mit seinem Ensemble außerdem eine von ihm ins Leben gerufene Freilichtbühne. Mit dem Ausbruch des Ersten Weltkrieges 1914 endete diese Episode und er leistete als Freiwilliger Kriegsdienst, zuletzt als Leutnant der Reserve.
1919 erfolgte seine Habilitation beim Kölner Mediävisten und Volkskundler Friedrich von der Leyen mit einer theatergeschichtlichen Arbeit; er wurde 1920 Leiter des Instituts für Theaterwissenschaft an der Universität Köln. Niessen prägte den Begriff Thingspiel zur Begründung eines völkischen Theaters während des Dritten Reiches. Seit 1933 war er Truppführer der SA.
1938 wurde Niessen zum nichtbeamteten, außerordentlichen Professor für Theaterwissenschaft an der Universität zu Köln berufen, an der er  bis zu seiner Emeritierung 1959 lehrte. Neben seiner Tätigkeit als Institutsleiter war er Autor zahlreicher theaterwissenschaftlicher Fachbücher. Zu seinen Veröffentlichungen gehören Bücher wie Die Schaubühne (1928) und An der Wiege des Hänneschen (1937). Ferner schrieb er für die NS-Zeitschrift Musik im Kriege.
Nach dem Zweiten Weltkrieg setzte er seine wissenschaftliche Tätigkeit fort. Sein Hauptwerk war das Handbuch der Theater-Wissenschaft, das zwischen 1949 und 1958 in drei Bänden erschien.

## Rezeption
Niessens theaterwissenschaftliche Sammlung ist seit 1955 im Schloss Wahn untergebracht. Sein schriftlicher Nachlass kam im Jahr 2009 nach dem Tod seiner Witwe an das Institut, was neben seiner ambivalenten Haltung zum Nationalsozialismus dazu beitrug, dass eine Aufarbeitung seines Wirkens erst danach erfolgte. Eine 2023 erschienene Dissertation erschloss und analysierte den Nachlass zusammen mit weiteren Quellen und kam zu einem widersprüchlichen Gesamtbild, das sie als „Gleichzeitigkeit von Affirmation und Distanzierung“ beschrieb. Einerseits habe Niessen einen umfassenden kulturvergleichender Ansatz der Theaterwissenschaft verfolgt, der nicht mit der NS-Ideologie kompatibel war, dabei „Schnittmengen mit dem NS-System“ gesucht, andererseits aber auch „Nischen und Schlupflöcher ausfindig“ gemacht habe, um Vorteile für seine Forschung und sein Institut zu erreichen. Niessen sei (bereits in der Weimarer Republik) „Antisemit mit jüdischen Freund_innen und Mitarbeitern“ gewesen. Er sei als „politisch unzuverlässig“ eingestuft gewesen, sei aber in seiner Lehr- und Forschungsarbeit weitestgehend unbehelligt geblieben.

## Veröffentlichungen
- Die Schaubühne (1928)
- An der Wiege des Hänneschen (1937)
- Der Mensch denkt ... (1947)
- Handbuch der Theater-Wissenschaft (drei Bände, 1949–1958)
- Mimus und Logos (1952)
- Das Studium der Theaterwissenschaft (1957)
- Max Reinhardt und seine Bühnenbildner (1958)
- Eigenes Opernschaffen in Duisburg (1958)
- Brecht auf der Bühne (1959)
- Der Szeniker Ludwig Sievert (1959)
- Theaterarchitekten contra Darsteller und Zuschauer (1960)
- Ist Köln eine Theaterstadt? (1963)
- Faust als Schmutz und Schund (1964)
- Johannes Schröder (1964)
- Kleine Schriften zur Theaterwissenschaft und Theatergeschichte (1971)
- Rezensionen (1980)
- Wissenschaftliche Abhandlungen zum Puppenspiel (1981)